# Anatolii Cîrîcu
Anatolii Cîrîcu (n. 14 septembrie 1988, Cahul, RSS Moldovenească, URSS) este un halterofil moldovean. A câștigat medalia de bronz la Jocurile Olimpice de vară din 2012, categoria 94 kg, unde a ridicat un total de 407 kg. Tot în 2012, a devenit campion european la haltere, categoria 94 kg.
Anatolii Cîrîcu a fost desemnat sportivul anului 2012 în Republica Moldova de către Ministerul Tineretului și Sportului.
În iulie 2015 Anatolie Cîrîcu, a fost suspendat pe o perioadă de opt ani pentru folosirea substanțelor interzise, fiind depistat pozitiv la un test anti-doping efectuat la Campionatele Europene din luna aprilie (2015). În sângele său a fost depistată substanța metenolonă, administrarea căreia crește masa musculară și forța. Suspendarea lui Cîrîcu a expirat pe 11 mai 2023, la  vârsta de 34 ani. În noiembrie 2016, Comitetul Olimpic Internațional i-a retras lui Cîrîcu medalia de bronz obținută la Jocurile Olimpice de la Londra.

## Palmares
| Rank | Rank | Rank | Competiție                     | Gazdă   | Rezultat    |
| S    | C    | T    | Competiție                     | Gazdă   | Rezultat    |
| ---- | ---- | ---- | ------------------------------ | ------- | ----------- |
|      |      |      | Campionatele Europene din 2011 | Kazan   | 173+217=390 |
|      |      |      | Campionatele Europene din 2012 | Antalya | 178+224=402 |
|      |      |      | Jocurile Olimpice din 2012     | Londra  | 181+226=407 |